# Edificio Desfile del Amor
El edificio de viviendas "Desfile del Amor" es un edificio del movimiento moderno situado en la ciudad española de Málaga. Está inscrito en el Catálogo General del Patrimonio Histórico Andaluz desde 2006.

## Descripción
El edificio de viviendas es un ejemplo de compacta arquitectura materializada en unas fachadas con un vibrante juego luminoso de resaltes (filas de ventanas que sobresalen del plano, voladizos sobre los huecos de los ángulos de las fachadas) y bandas horizontales, a los que se confía toda la expresividad y potencia formal sin necesidad de recurrir al ornamento.
La planta se ordena en torno a un alargado patio-calle, paralelo a la fachada del paseo de Reding, con tres bandas de doble crujía perpendiculares que formalizan otros dos patios posteriores.
El proyecto de 1935 se debe al arquitecto madrileño José Joaquín González Edo, figura fundamental del urbanismo y la arquitectura de la Málaga del siglo XX.